# Alfred Eichhorn
Alfred Eichhorn (* 16. Januar 1944 in Großzössen, Sachsen) ist ein deutscher Journalist und Radiomoderator.

## Leben
Alfred Eichhorn studierte nach dem Abitur und einer gleichzeitigen Chemiefacharbeiter-Ausbildung an der Sektion Journalistik der Leipziger Karl-Marx-Universität. 1967 kam er zum Rundfunk der DDR und war 1989/90 letzter Chefredakteur von Radio DDR I in der Nalepastraße. In einer 1968 vom Staatlichen Komitee für Rundfunk veröffentlichten Arbeit Zu Problemen der Erwachsenenbildung im Rundfunk schreibt Eichhorn, die Forderung Walter Ulbrichts, die „bestehende Lücke zwischen der naturwissenschaftlich-technischen und der weltanschaulichen Bildung der sozialistischen Persönlichkeit“ kennzeichne die Bildungsaufgaben des Rundfunks für Erwachsene (S. 5). Im Gegensatz zum sozialistischen Rundfunk trage der „imperialistische Rundfunk“ „deutlich seinen apologetischen Charakter und seine militante, antihumanistische Funktion“ (ebd., Seite 8). In der Gesellschaft gäbe es, so Eichhorn, keinen ideologiefreien Raum und weiter: „Wo wir nicht bildend (mit-)wirken, wirkt die bürgerliche Ideologie. Entideologisierung unserer Bildungsprogramme bedeutete Platzmachen für das Eindringen bürgerlicher Ideologie.“ (ebd., Seite 18). 
Als Autor des Programms von Radio DDR 2 berichtete Eichhorn in der Sendereihe Montag viertel vor Zehn über Peter Härtling, Rolf Hochhuth, Franz Xaver Kroetz, Golo Mann, Gisela May,  Günter Wallraff, Peter Weiss, Markus Wolf und andere.
Eichhorn arbeitete auch für verschiedene Zeitungen. Seine journalistische Laufbahn begann in Halle (Saale) beim SED-Bezirksorgan Freiheit.
Nach der Wende wurde Eichhorn 1993 Mitarbeiter des Sender Freies Berlin (SFB) und nach der Fusion mit dem Ostdeutschen Rundfunk Brandenburg (ORB) ab 1. Mai 2003 Mitarbeiter des heutigen Rundfunk Berlin-Brandenburg (rbb).
Hier war Eichhorn u. a. Redakteur und Moderator der Sendereihe Forum – Die Debatte im Inforadio beim Inforadio Berlin-Brandenburg sowie Moderator der seit Februar 2000 stattfindenden Zukunftsgespräche. Eichhorn arbeitet seit Anfang 2009 als freier Journalist in Berlin.

## Werke

### Schriften
- Zs. mit Erwin Weigelt und Ehrenfried Butschek: Zu den Aufgaben unserer Rundfunk-Bildungsprogramme. Berlin: Staatliches Komitee für Rundfunk, 1968.
- Peter Keller, Alfred Eichhorn: ... die Karre durch den Dreck bringen!, erste deutsch-deutsche Gemeinschaftsinterviews, Herausgeber: Funkhaus Berlin und Saarländischer Rundfunk, 1990
- Alfred Eichhorn und Andreas Reinhardt (Herausgeber): Nach langem Schweigen endlich sprechen, Briefe an Walter Janka, Aufbau-Verlag Berlin und Weimar, 1990, ISBN 3-351-01779-0

### Features
- Zs. mit Andreas Reinhardt: Rider in Front. Ein Friedensfahrt-Feature. Regie: Ingo Langberg. Prod.: Rundfunk der DDR, 1988. (Eingereicht zum Prix Italia 1989.)
- Zs. mit Andreas Reinhardt: Zwischen Atemlosigkeit und Mut. Regie: Fritz-Ernst Fechner. Prod.: Rundfunk der DDR, 1989. (Über Walter Jankas Buch Schwierigkeiten mit der Wahrheit.)